# Ammophila sickmanni
Ammophila sickmanni là một loài côn trùng cánh màng trong họ Sphecidae, thuộc chi Ammophila. Loài này được Kohl miêu tả khoa học đầu tiên năm 1901.